# 아현동 마님
《아현동 마님》은 2007년 7월 16일부터 2008년 5월 9일까지 방송되었던 MBC 일일 드라마였다.

## 기획 의도
검찰청 검사들의 힘겹지만 정의로운 싸움과 온갖 인간 군상들과의 만남 속에서 벌어지는 그들의 인간적인 모습, 사랑을 통해 진정한 정의에 대해 생각해보자는 취지의 드라마

## 등장인물

### 주요 인물
- 왕희지 : 백시향 역

42세. 인천지검 검사. 여자지만 장래가 촉망이 되는 능력이 있다. 백제라와 서마담의 장녀로 집안의 자랑이다. 어릴 때부터 다른 자매들과 달리 총명하고 예쁜 외모로 부모의 예쁨을 독차지하고 자랐다. 길라의 아내
- 김민성 : 부길라 역

30세. 인천지검 신입 검사. 부영상과 사비나의 차남으로 이성과 감성을 겸비하였다. 시향의 남편

### 시향네
- 김병기 : 백제라 역

시향의 아버지. 잘난 맏딸 시향에 대한 사랑이 지나쳐 두 딸 금녀와 미녀의 화를 돋운다.
- 김형자 : 서마담 역

시향의 어머니. 시향만 감싸고 도는 제라를 대신해 나머지 두 딸 금녀와 미녀를 아껴준다.
- 박준면 : 백금녀 역

시향의 여동생. 동대문 상가에서 옷가게를 하다 실패하고 현재는 무직. 뚱뚱하고 못생긴 외모 때문에 잘난 언니 시향에 대한 컴플렉스가 있다.
- 박재롬 : 백미녀 역

시향의 막내동생. 탭댄스 강사. 언니 금녀와 같이 뚱뚱하다.
- 백옥담 : 서아가 역

서마담의 조카. 고모 서마담이 아빠에게 보증을 서준게 잘못되어 집안이 망하자 고모 집에 얹혀살게 된다. 시향과 길라가 입양한다.

### 길라네
- 남일우 : 부영상 역

길라의 아버지. 나이 차가 많이 나는 아내를 너무 사랑하는 전형적인 의처가. 아내를 너무 위하다보니 사사건건 어머니 부자의 눈밖에 난다.
- 이보희 : 사비나 역

길라의 어머니. 멋쟁이고 세련된 사모님. 길라와 시향의 결혼을 반대한다.
- 최선자 : 박부자 역

영상의 모친. 집안일보다 멋내는 데 힘쓰는 며느리 비나와 그런 며느리를 위해주는 아들 영상 모두 못마땅하다. 시향을 며느리로 들이는 데 적극 찬성한다.
- 옥승일 : 부희라 역

길라의 형. 정형외과 의사. 가정에는 무심하다. 아내 숙영과 이혼 위기를 겪은 후, 집안 살림을 도맡는다.
- 김혜은 : 신숙영 역

희라의 처. 성악과 출신. 중매로 만난 희라와 결혼해 전업주부가 되었다. 전라도 종갓집 딸이라 요리 솜씨가 뛰어나다.
- 박혜숙 : 장 여사 역

숙영의 어머니. 광주의 얌전한 살림꾼.
- 부영아, 부영혜 : 희라와 숙영의 두 딸

### 연지네
- 강세정 : 이연지 역

미숙의 딸. 성종의 조카. 길라를 짝사랑했으나 거절당한다. 후에 배우로 성공한다.
- 이휘향 : 성미숙 역

연지의 어머니. 유명 차이니즈 레스토랑 운영 중. 혜나의 아빠인 사현과 재혼한다.
- 이동준 : 성종 역

연지의 외숙부. 미국 이름은 마이클. 호텔을 경영하는 능력 있는 독신남. 시향과 결혼 직전까지 가나 결혼식 당일 취소되고, 미라와 결혼한다.
- 상근이 : 설국 역

성종이 키우는 강아지.

### 혜나네
- 금단비 : 김혜나 역

연지의 둘도 없는 친구. 천방지축인 부잣집 딸. 엄마의 외도로 스트레스를 받다 급성 위암 말기로 생을 마감한다.
- 독고영재 : 김사현 역

혜나의 아버지. 한방병원장. 점잖은 성격이지만 연지의 엄마 미숙과의 만남에서는 적극적이다. 후에 미숙과 재혼한다.
- 김보연 : 혜나 모 역 (특별출연)

혜나의 어머니. 혜나가 죽은 후, 죄책감에 못 이긴 나머지 딸의 곁을 뒤따른다.

### 그 외 인물
- 임승대 : 하영방 역

수사관. 금녀와 결혼하나 유산의 아픔을 겪고 헤어진다.
- 최재호 : 조석기 역

수사관. 미녀의 연인으로 미녀와 결혼하여 행복한 가정을 꾸린다.
- 은희수 : 오미라 역

시향의 친구. 성종과 결혼하여 딸을 낳는다.
- 김리나 : 도담 역

수사관. 영방을 좋아하나 금녀에게 뺏긴다.
- 김도향 : 경부선 역

백제라의 동료 경비원. 건강과 도(道)에 능통한 특별한 이미지의 인물.
- 경규원 : 송지용 역

길라의 친구. 시향과 길라의 함진아비이자 결혼식 사회자.
- 이주석 : 부장 역

인천지검 검사 부장.
- 안형일 : 김호걸 역
- 조선옥 : 검사 비서 역
- 박현빈 : 아가의 남자친구 역 (특별출연)

## 시청률
- AGB닐슨 미디어리서치에 따르면, 14.3%의 시청률로 출발한[2] 아현동 마님은 첫 주에 시청률이 연일 하락하면서 추락하는 모습을 보였다.[3]
- 그러나, 시청률이 상승하여 2007년 10월 11일에는 20%를 돌파하였고 꾸준히 20% 초반의 시청률을 기록하였다.[4]
- 최고 시청률은 24.2%(2008년 1월 22일 방영분)[5]이고, 마지막회 시청률은 20.0%[6]이다.

## 결방 사유 및 연장

### 결방 및 편성 변경
- 2007년 7월 18일 : 대한민국 : 인도네시아 축구 경기 중계방송으로 인해 결방[3]
- 2007년 8월 22일 : 2008년 베이징 올림픽 축구 아시아 예선 대한민국 : 투르크메니스탄 중계방송으로 인해 결방
- 2007년 9월 18일 : 대한민국 방송광고 페스티벌 방송으로 인해 결방
- 2007년 10월 4일 : 2007년 남북정상회담 관련 프로그램 편성으로 인해 결방[7]
- 2007년 10월 25일 : 2007년 프로야구 '한국시리즈 3차전 - SK 와이번스 : 두산 베어스' 중계방송으로 인해 결방
- 2007년 10월 29일 : 2007년 프로야구 '한국시리즈 6차전 - SK 와이번스 : 두산 베어스' 중계방송으로 인해 결방
- 2007년 12월 6일 : 대한민국 제17대 대통령 선거 후보자 토론회 방송 편성으로 인해 결방
- 2007년 12월 11일 : 대한민국 제17대 대통령 선거 후보자 토론회 방송 편성으로 인해 결방
- 2007년 12월 19일 : 대한민국 제17대 대통령 선거 개표 방송 편성으로 인해 결방
- 2008년 1월 29일 : 2008 베이징 올림픽 여자핸드볼 예선 재경기 대한민국 : 일본 중계방송으로 인해 결방
- 2008년 2월 6일 : 2010 월드컵 아시아지역 3차 예선 대한민국 : 투르크메니스탄 중계방송으로 인해 저녁 7시 15분으로 편성 변경
- 2008년 4월 9일 : 대한민국 제18대 국회의원 선거 개표 방송으로 인해 결방

### 연장
- 2007년 12월 12일 : 2008년 1월 종영할 예정이었으나 방영 분량이 4개월 연장되었다.[8]
- 2008년 4월 9일 : 5월 30일에 종영 계획이었으나 임성한 작가의 건강 사정 때문에 5월 9일로 종영 날짜가 최종 확정되었다.[9]

## 수상
- 2007년 MBC 연기대상 남자 신인상 김민성
- 2007년 MBC 연기대상 중견배우 부문 황금연기상 김병기

## 참고 사항
- 임성한 작가의 MBC 일일 드라마 《인어 아가씨》, MBC 일일 드라마 《왕꽃 선녀님》, SBS 주말 드라마 《하늘이시여》에 이어 가제는 《몸짓》이었다.[10]
- 극 중 성미숙 역으로 출연한 이휘향은 해당 드라마 프로그램 출연에 앞서 KBS 2TV 수목 드라마 《경성스캔들》 캐스팅 제의를 받았으나[11] 두 드라마 프로그램 녹화일이 겹쳐 KBS 2TV 수목 드라마 《경성스캔들》 출연은 포기하였다.
- 이동준은 영화 《클레멘타인》의 실패 후[12] KBS 1TV 대하 드라마 《제국의 아침》을 마지막으로 드라마 프로그램 출연을 중단하였다가 해당 프로그램으로 복귀를 했다.[13]
- 극 중 부부로 나왔던 이휘향(성미숙 역), 독고영재(김사현 역)는 KBS 2TV 주말 드라마 《딸부잣집》에서도 부부로 호흡을 맞춘 적이 있다.[14]
- 129회(2008년 1월 23일 방영분)에서, 미숙(이휘향)의 생일을 축하하기 위한 연지(강세정), 혜나(금단비)의 엽기 사극 쇼가 약 15분 동안 방송되어, 시청자 게시판에 3천여 건의 비난글이 올라오는 등 큰 논란을 빚었다.[15] 이에 임성한 작가는 시청자 게시판의 글을 통해 "고나은과 금단비에게 연기를 펼칠 기회를 주고 싶었다."며 시청자들의 이해를 구했다.
- 139회(2008년 2월 7일 방영분)에서, 연지(강세정)와 혜나(금단비)가 자사 예능 프로그램 《무한도전 - 새해 특집 가스전 상륙작전》 편을 암시하는 내용을 언급함과 동시에 이를 비하하고 조롱하는 장면을 내보내 물의를 빚었다.[16]
- 142회(2008년 2월 12일 방영분)에서, 시향(왕희지)이 '많은 중국집에서 공장용 탕수육과 짬뽕 국물을 쓴다'며 중화요리 식당을 비하하는 장면이 방송되어 또다시 구설수에 올랐다.[17]
- 급작스러운 사건, 사고, 비현실적인 캐릭터 설정과 이야기 전개, 자극적 극 진행과 작위적인 설정으로 비판을 받았다.[18]
- 당초 계획했던 종영 날짜에서 무리하게 3주 앞당겨 끝낸 탓인지 대부분 출연자들의 결말을 짧은 뮤직비디오 형태의 영상으로 처리하여 시청자들의 원성을 받았다.[19]
- 2019년 개국한 MBC ON에서 재방송되었다.